# Przydroża
Przydroża – ostrołęcki rocznik literacki wydawany od 2014przez Stowarzyszenie Przyjaciół Bibliotek i Książki w Ostrołęce, Miejską Bibliotekę Publiczną w Ostrołęce oraz Towarzystwo Przyjaciół Ostrołęki. 
W skład zespołu redakcyjnego wchodzą: Karol Samsel (redaktor naczelny), Sabina E. Malinowska i Agnieszka Zaorska. Przy poszczególnych numerach współpracowali: Joanna Brodowska, Maria Dłuska, Katarzyna Fabisiewicz i Janina Staśkiewicz. Rocznik ma działy dotyczące poezji, prozy, esejów, recenzji, wspomnień, konkursów i kalendarium literackie.
Wśród autorów prezentowanych w roczniku byli m.in.: Zbigniew Chojnowski, Przemysław Dakowicz, Maciej Filipek, Piotr Grzymałowski, Robert Kania, Wojciech Kass, Marcin Królikowski, Karolina Kułakowska, Karol Maliszewski, Rafał Rutkowski, Radosław Sobotka, Maksymilian Tchoń, Marcin Tomczak, Jarosław Trześniewski-Kwiecień, Radosław Wiśniewski, Wojciech Zamysłowski, Jerzy Beniamin Zimny i Katarzyna Zwolska-Płusa.
Rocznik publikuje często materiały dotyczące wybitnych literatów związanych z Ostrołęką: Wiktora Gomulickiego, Edwarda Kupiszewskiego, Dionizego Maliszewskiego a także Wiktora Czajewskiego i Alfreda Markowskiego.